# 重齿铁角蕨
重齿铁角蕨（学名：Asplenium duplicatoserratum），为铁角蕨科铁角蕨属下的一个植物种。